# Juan Baixet
Juan Baixet (o Joan Baixet) fue un maestro de obras español de origen judío converso que vivió en el siglo XVI en Valencia.
En el año 1586 intervino en la construcción de la escalera y portada de la biblioteca del Colegio del Corpus Christi de Valencia.